# Tatiana Grigorovici
Tatiana Grigorovici rođ. Pistermann (Kamenec-Podol’skij, 31. ožujka 1877. – Bukurešt, 25. rujna 1952.) je bila marksistička ekononomistica iz škole austromarksizma.
Rođena je 1877. kao 14. dijete u dobrostojećoj židovskoj trgovačkoj obitelji u gradiću Kamencu Podolskom. Tatiana Pistermann bila je jedna od rijetkih žena njene generacije koje je mogla apsolvirati na sveučilišnom studiju. U Beču i Bernu studirala je filozofiju i narodno gospodarstvo. Ondje se fascinirala marksizmom, posebice ekonomskim spisima i Marxovim Kapitalom. Studirala je zajedno sa svjetski poznatim teoretičarima socijalizma kao što su Rudolf Hilferding, Otto Bauer, Max Adler i Karl Renner, s kojima se intenzivno dopisivala. Bila je jedina žena ove mreže intelektualaca, koja je poslije postala poznata kao austromarksizam. U socijalističkim studentskim krugovima upoznala je Gheorghea Grigorovicija (1871–1950), rumunjskog studenta medicine i aktivnog socijalista. Vjenčali su se 1903. godine. 1911. dobili su sina Radua Grigorovicija, poznatog budućeg rumunjskog fizičara i akademika znanosti i umjetnosti.

## Djela
- Tatiana Grigorovici: Die Wertlehre bei Marx und Lassalle. Beitrag zur Geschichte eines wissenschaftlichen Missverständnisses. Bern Phil. Diss. 1907–08 (zunächst Selbstverlag, Wien 1908; drugo izdanje kao 3. svezak serije Marx-Studiena o Rudolfu Hilfertingu i Maxu Adleru, Beč 1910; pretisak ovog izdanja Glashütten u Taunusu 1971).